# Cressida Cowell
Cressida Cowell z domu Hare (ur. 15 kwietnia 1966 w Londynie) – brytyjska pisarka, twórczyni literatury dla dzieci i młodzieży, autorka powieści fantasy, ilustratorka książek.

## Życiorys
Pochodzi z arystokratycznego rodu. Ukończyła studia licencjackie na Uniwersytecie Oksfordzkim i St Martin's College oraz magisterskie na University of Brighton. Za swoją powieść Jak wytresować sobie smoka otrzymała nagrodę literacką Gold Nestle Smarties Book Prize. Książka ta doczekała się również animowanej adaptacji filmowej (polski tytuł Jak wytresować smoka).
Jest mężatką i ma troje dzieci. Mieszka w Londynie.

## Dzieła

### Powieści
Seria Jak wytresować sobie smoka
1. How to Train Your Dragon (2003; wyd. pol. Jak wytresować sobie smoka 2003)
2. How to Be a Pirate (2004; wyd. pol. Jak zostać piratem 2004)
3. How to Speak Dragonese (2005; wyd. pol. Jak mówić po smoczemu 2005)
4. How to Cheat a Dragon's Curse (2006)
5. How To Twist a Dragon's Tale (2007)
6. A Hero's Guide to Deadly Dragons (2007)
7. How to Ride a Dragon's Storm (2008)
8. How to Break a Dragon's Heart (2009)
9. How to Steal a Dragon's Sword (2010)
10. How to Seize a Dragon's Jewel (2012)
11. The Day of the Dreader: World Book Day 2012 (2012)
12. How to Betray a Dragon's Hero (2013)
13. How to Catch a Dragon's Traitor (Hiccup) (2013)

- How to Train Your Viking, by Toothless (2006)

### Ilustrowane książki dla dzieci
- Little Bo Peep (1998)
- The Seasick Viking (1999)
- Don't Do That Kitty Kilroy (1999)
- What Shall We Do with the Boo-hoo Baby? (2000)
- One Too Many Tigers (2001)
- Claydon Was a Clingy Child (2001)
- Super Sue at Super School (2003)
- There's No Such Thing as a Ghostie (2004)
- Daddy on the Moon (2005)
- That Rabbit Belongs to Emily Brown (2006)
- Emily Brown and the Thing (2007)
- Emily Brown and the Elephant Emergency (2010)
- Cheer Up Your Teddy Bear, Emily Brown (2011)